# Hintere Hinterhauptslage
Die hintere Hinterhauptslage ist eine geburtshilfliche Einstellungsanomalie des Kindes im Mutterleib unter der Geburt (auch Sternengucker genannt), hierbei erfolgt trotz regelrechter Beugung eine regelwidrige Drehung des Hinterhauptes in die Kreuzbeinhöhle. Der kindliche Kopf hat sich regelrecht gebeugt und tritt tiefer. Im Gegensatz zum regelrechten Geburtsmechanismus dreht sich das Hinterhaupt kreuzbeinwärts, die Pfeilnaht dreht sich durch den entgegengesetzten schrägen Durchmesser.

## Häufigkeit
Die hintere Hinterhauptslage tritt bei 0,5 bis 1 % aller Geburten auf.

## Ursache
Sehr häufig wird vor Geburt eine b-Stellung des kindlichen Rückens beobachtet, der Rücken ist also hinten links oder rechts, statt vorne rechts oder links. Die Rotation um 135 Grad nach vorne zur Erreichung der dorsoanterioren Einstellung bleibt aus, der Kopf dreht sich nur um 45 Grad nach hinten.
Eine Ursache können auch ungünstige Kopfformen des Kindes sein (kleiner, runder Kopf, Langkopf, großer Kopf) oder eine ungünstige Beckenform, insbesondere das androide Becken.
Auch kann die regelrechte Drehung behindert werden durch Myome im kleinen Becken, Vorliegen von Armen und Händen oder durch Nabelschnurumschlingungen.

## Diagnostik
Die Diagnose erfolgt häufig erst unter der Geburt.
Bei der äußeren Untersuchung sind die Herztöne auffällig weit seitlich der Mittellinie zu hören. Beim 2. Leopold-Handgriff ist der kindliche Rücken nur schwer zu tasten, im Ultraschall wird eine b-Stellung des Rückens diagnostiziert.
Bei der inneren Untersuchung führt die kleine Fontanelle, die Pfeilnaht geht während des Geburtsverlaufes den jeweils entgegengesetzten schrägen Durchmesser.

## Therapie
Lagerung der Gebärenden auf Seite der kleinen Fontanelle, um eine Rotation und ein Tiefertreten nach vorne zu erreichen. Bei protrahierten Austreibungsperioden kann auch bei Mehrgebärenden eine Geburtsbeendigung per Saugglocke oder (beim Scanzoni-Manöver) per Geburtszange notwendig werden.